# Stryphnaula capnanthes
Stryphnaula capnanthes is een vlinder uit de familie van de stippelmotten (Yponomeutidae). De wetenschappelijke naam van de soort werd in 1938 gepubliceerd door Edward Meyrick.